# Podisma sapporensis
Podisma sapporensis är en insektsart som beskrevs av Tokuichi Shiraki 1910. Podisma sapporensis ingår i släktet Podisma och familjen gräshoppor.

## Underarter
Arten delas in i följande underarter:
- P. s. ashibetsuensis
- P. s. sapporensis
- P. s. krylonensis
- P. s. kurilensis